# 梁柏豪
梁柏豪（英語：Pako Leung，1982年9月14日—），香港出生，畢業於香港演藝學院電影電視學院。2018年與高志森聯合執導《朝花夕拾芳華絕代 拾芳》，內容有關香港一代巨星梅艷芳小姐與歌迷的故事，2018年12月於香港上映。《拾．芳》於第十四屆「中美電影節」獲頒年度最佳導演。梁柏豪亦以攝影作個人藝術創作。 

## 作品
| 年份 | 片名                                          | 職銜       | 演員 | 奬項及備註 |
| 2011 | 《天橋上的人》                                | 導演、編劇 | 杜偉昌 | - 2011 鮮浪潮特別表揚(公開組) - 第49屆金馬獎「最佳創作短片」複審名單 - 入選「深圳．香港創意藝術雙周」之「香港電影日」 - 入選 2013 波蘭第七屆五味電影節 - 入選 2013 澳洲 Sydney Exhibition REDVOLUTION |
| 2011 | 《飲食男女》電視紀錄片 - 第36集《難為車仔麵》 | 導演、編劇 | | 《飲食男女》紀錄片系列，獲得第47屆芝加哥國際傳播影視展藝術及文化類目銀獎 |
| 2017 | 《看不見的幸福》                              | 導演、編劇 | 潘芳芳、吳浣儀、鄭子誠、高皓正、杜偉昌、陸俊賢                                                                                             | 獲第四屆亞洲彩虹奬最佳男主角及最佳男配角( 前三名) |
| 2018 | 《朝花夕拾芳華絕代 拾芳》                     | 導演       | 胡杏兒、郭羨妮、林德信、江欣燕、恭碩良、鄧建明、曾江、吳耀漢、邵音音、劉雅麗、龔慈恩、田啟文、鄭子誠、韓瑪利、楊英偉、路芙、李紫昕、余慕蓮 | 第十四屆「中美電影節」獲頒年度最佳導演 |

## 參與展覽
- 2011，香港《留住西營盤》多媒體藝術展覽。
- 2012，深圳海岸城《前行不止》跨界藝術主題創作展。
- 2013，北京 798 橋．藝術空間首個個人攝影展覽《好風光》。
- 2014，香港亞洲當代藝術展 (秋季) 展。
- 2015，香港亞洲當代藝術展 (冬季) 展。
- 2015，深圳中外當代名家作品聯展。
- 2015，香港Affordable Art Fair。
- 2015，第二屆深圳城市藝術展覽會。
- 2018，獲邀為金城營造集團的「東莞燕岭園」作策展人，策劃香港創作組合「熊爪兩食」的「由靈開始」攝影作品選，展覽期為2018年9月至2019年2月。

## 外部連結
- 梅艷芳電影獲獎 （页面存档备份，存于）

- 豆瓣上梁柏豪的資料 （页面存档备份，存于）
- 《好風光》梁柏豪個人攝影展覽 （页面存档备份，存于）